# セクターゾーン
『セクターゾーン』 (Sector Zone) は、1984年7月から稼動した日本物産のアーケードゲームである。
北米版の名称および1986年に発売されたファミリーコンピュータ（およびNES版）への移植版は『セクロス』 (Seicross)となっている。
ファミリーコンピュータ版は後にWii、Wii UのバーチャルコンソールおよびWindows用ソフトとしてプロジェクトEGGにて配信された。
また、アーケード移植版は2021年にアーケードアーカイブスの1作品としてPlayStation 4とNintendo Switchで配信。

## 概要
横スクロールシューティングゲームに分類される。アーケード版では横スクロールシューティングゲームとしては珍しく縦画面構成となっている。また、フィールドは斜め上から見たような構図で、フィールド上に行けばいくほどスクロールが遅く、下に行くほどスクロールを速くすることで立体感を出している。
奇数面と偶数面で高速スクロール面と低速スクロール面が交互に展開され、前者は敵バイクとのデッドヒートを初めとしたレースゲーム的要素が強い一方、後者は砲台から弾を避けつつ攻撃するシューティングゲーム的な要素が強く、ステージによってゲーム性が大きく異なる。
ストーリーは地上に取り残された「ペトラ人」を救助用ホバーリングバイク「ギルギットペトラ」で救出するというもの。

## ゲーム内容

### システム
自機を操作し、スタート地点からゴール地点まで到達すればステージクリア。途中の敵キャラクターや一部障害物はショットで破壊することができる。同様にバイクに乗った敵キャラが登場し、これはぶつかると弾き飛ばすことができ、地形などにぶつけることで倒すことができる。
走っているとだんだんバイクのエネルギーが減っていくほか、ショットを撃つごとでも減っていく。エネルギーは道中に落ちているエネルギーカプセルを回収することにより50パーセントほど回復する。ステージクリアしても回復はしない。
また道中には地上に取り残されたペトラ人がいる。接触すると救出することができ、アーケード版では3人乗りまでグラフィックが変化する。救出で100点が得られる他、救出した人数に応じてステージクリア時にボーナス点（500点ずつ）が入る（8人続けて救出するとパーフェクトボーナスで追加で8000点）。一度に救出できる人数に上限はないが、人数が多くなるとエネルギーの減りが早くなり（5人時点で2倍消費）、アーケード版では更に動きも遅くなる。
得点は一部アイテムや敵砲台の破壊でも増える他、スクロール時間（フィールドの縦線で計測。低速ステージで2本、高速ステージで4本目ごとに10点）。敵バイクを体当たりで破壊（500点）、敵バイクをショットで破壊（800点）でも増える。
敵・敵弾・地形に当たるとミスとなる。エネルギーが切れた場合はバイクの操作が不能になるが、前進はそのまま続ける。

### 地形
ファミリーコンピュータ版に基づいて表記。
古代遺跡
岩のような形状をしている。ビームを妨害し（パワーアップすればビームは貫通する）、破壊不能。
スリップゾーン
ステージ後半に出現。ギルギットの速度が鈍る。

### アイテム
エネルギーパック
エネルギーを回復。
剣
ブーツ
ウォーミーストンやアプトンの残骸を撃ち続けると出現。
星
ケノバーム、レーダーブイを撃つと出現。
ブレイン

## 設定

### ストーリー
惑星コルラには、高度な文明を誇るペトラ人と、凶悪な人種であるバスラ族の2種類の人種が共存していた。 
ある日、圧倒的に多数であるバスラ族は突然ペトラ人に宣戦布告をする。高度な文明を誇っていたペトラ人だが、長年に渡る平和主義のため戦うべき武器がなく、無抵抗のまま次第に地下へと追い込まれていった。 
地上に残されたペトラ人や、バスラ族の捕虜となったが何とか逃げだし生き延びたペトラ人は味方による救助を待っている状態となった。 
ペトラ人は救助用の小型ホバーリングバイクである「ギルギットペトラ」を開発し、残されたペトラ人の救出のため秘密ゲートより発進した。

## キャラクター

### 敵キャラクター
ファミリーコンピュータ版に基づいて表記。弾を放つ敵は基本的に偶数面にのみ登場する。
一部の砲台型の敵は撃破後も残骸が残り、障害物となる。
バスラ族
奇数面にのみ出現。バイク（緑、赤、ピンク）に乗ったバスラ族が出現する。破壊すると残骸が残る。
ウォーミーストン
緑色の海綿のような物体。一度撃つと白い残骸に変わり、破壊することができない。
アプトン
赤い物体。一度撃つと白い残骸に変わり、破壊することができない。
ガビアム
青い物体。ギルギットに向かって砲撃。
ケノバーム
自生している植物。奇数面・偶数面両方に出現。撃つと緑から赤に変わり、破壊すると星が出現。
トライアンウォール
星型の砲台。
シャーキング
塔型の砲台。
ターロンドーム
上部の球体がパカッと開いて弾を放つ。
コムソーラ
8方向に砲撃する。
ボッジフ
緑色のフジツボのような砲台。放った弾は途中で3方向に飛び散る。
ミラーラーク
地下資源を採掘する要塞。攻撃はしてこない。
ポワームン
上下に配置されており、バリアーを貼っている。片方を破壊するとバリアは消滅する。
恐竜化石
古代の恐竜の化石。ピルプル星人が隠れている。
ピルプル星人
恐竜化石を撃つと逃げ出す。遠ざかると得点が下がる。
レーダーブイ
画面上下に移動し、撃ち逃すと攻撃が激しくなる。
メラメシュラ、キングメラメシュラ
自生している植物。出たり引っ込んだりしている。
ピラゴン
ステージ後半に出てくる恐竜。横一列に並び、ジャンプしながら前進してくる。
バルタンク
恐竜の化石を模した戦車。ビーム16発で破壊。頭を飛ばしてくることもある。

## 移植版
| No. | タイトル       | 発売日               | 対応機種                      | 開発元            | 発売元       | メディア                                | 型式      | 売上本数 | 備考                                        | 出典        |
| --- | -------------- | -------------------- | ----------------------------- | ----------------- | ------------ | --------------------------------------- | --------- | -------- | ------------------------------------------- | ----------- |
| 1   | セクロス       | 1986年5月15日 1988年 | ファミリーコンピュータ        | 日本物産          | 日本物産 FCI | 320キロビットロムカセット               | 02 NBF-SE | -        |                                             |             |
| 2   | セクロス       | 2011年9月20日        | Wii                           | 日本物産          | ハムスター   | ダウンロード （バーチャルコンソール）   | -         | -        | ファミリーコンピュータ版の移植              | [ 2 ]       |
| 3   | セクロス       | 2014年9月16日        | Windows                       | 日本物産          | ハムスター   | ダウンロード （プロジェクトEGG）        | -         | -        | ファミリーコンピュータ版の移植              | [ 3 ]       |
| 4   | セクロス       | 2015年7月1日         | Wii U                         | 日本物産          | ハムスター   | ダウンロード （バーチャルコンソール）   | -         | -        | ファミリーコンピュータ版の移植              | [ 4 ] [ 5 ] |
| 5   | セクターゾーン | INT 2021年6月17日    | PlayStation 4 Nintendo Switch | ハムスター アリス | ハムスター   | ダウンロード （アーケードアーカイブス） | -         | -        | アーケード版の移植 海外版 (SEICROSS) も収録 | [ 6 ] [ 7 ] |

## 開発
- アーケード版のセクターゾーンを企画した山下要介は後に『マイティガイ』（1986年）、『超時迷宮レジオン』（1987年）、『バーチャル競艇』（1996年）などの一般向けゲームの他に『テレフォン麻雀』（1988年）、『麻雀殺人事件』（1988年）、『麻雀かぐや姫』（1988年）、『AV麻雀シリーズ』などのアダルトゲームも企画している[8]。また、ファミコン版の『セクロス』をグラフィックデザインをした朝倉も後にアダルトゲームのグラフィックデザインに関わっており、両氏ともゲーム誌『ファミコン通信』のアダルトゲーム特集にてインタビューに答えている[9]。
- 『フリスキー・トム』（1981年）の基板を流用して企画された作品である[10]。
- ゲーム中でラスタースクロールするシステムは『マグマックス』（1985年）に受け継がれた[11]。

## スタッフ
アーケード版
- ディレクター、ゲーム・デザイナー：山下要介

ファミリーコンピュータ版
- プログラマー：山本廣
- 音楽：吉田健志
- 美術：朝倉

## 評価
| 項目 | キャラクタ | 音楽 | 操作性 | 熱中度 | お買得度 | オリジナリティ | 総合  |
| 得点 | 3.32       | 2.47 | 2.36   | 2.50   | 2.66     | 2.20           | 15.51 |

ファミリーコンピュータ版
ゲーム誌『ファミリーコンピュータMagazine』の読者投票による「ゲーム通信簿」での評価は以下の通りとなっており、15.51点（満30点）となっている。また、同雑誌1991年5月10日号特別付録の「ファミコンロムカセット オールカタログ」では、「速さが並みではない、横スクロールのバイクアクションゲーム」と紹介されている。